# Andrés Rouga
Enrique Andrés Ronga Rossi, más conocido como Andrés Rouga (Caracas, Distrito Federal, Venezuela; 2 de marzo de 1982) es un exfutbolista venezolano que jugaba como defensa y su último equipo fue la UD Las Zocas de la Tercera División de España.
Debutó el 20 de octubre de 2002 contra Ecuador en el Estadio Olímpico de la UCV. Participó en 2 Copas América y en 2 eliminatorias mundialistas y todas las categorías juveniles y el Preolímpico 2004. 8 participaciones en Copa Libertadores y 2 en Copa Sudamericana completan su palmarés.

## Clubes
| Club                       | País      | Año         | Partidos | Goles |
| -------------------------- | --------- | ----------- | -------- | ----- |
| Caracas Fútbol Club        | Venezuela | 2000-2005   | 130      | 3     |
| Junior                     | Colombia  | 2005-2006   | 16       | 0     |
| Caracas Fútbol Club        | Venezuela | 2006-2007   | 11       | 1     |
| Alki Larnaca FC            | Chipre    | 2007-2009   | 56       | 7     |
| AEL Limassol FC            | Chipre    | 2009-2010   | 13       | 2     |
| Deportivo Táchira          | Venezuela | 2010-2013   | 98       | 7     |
| Mineros de Guayana         | Venezuela | 2013-2015   | 36       | 0     |
| Metropolitanos FC          | Venezuela | 2015        | 14       | 1     |
| Estudiantes de Mérida      | Venezuela | 2016        | 12       | 0     |
| Ayia Napa FC               | Chipre    | 2016 - 2017 | 12       | 1     |
| ASIL Lysi                  | Chipre    | 2017        | ?        | ?     |
| UD Las Zocas               | España    | 2018 - 2023 | ?        | ?     |
| Club Deportivo Furia Arona | España    | 2024        | ?        | ?     |